# Odontesthes smitti
Odontesthes smitti es una especie marina del género de peces Odontesthes, de la familia Atherinopsidae en el orden Atheriniformes. Habita en aguas del Cono Sur de América del Sur, y es denominada comúnmente corno, pejerrey aletaamarilla o manila. Posee una carne sabrosa, por lo que es buscado por los pescadores deportivos. Alcanza longitudes máximas de hasta 50 cm.  

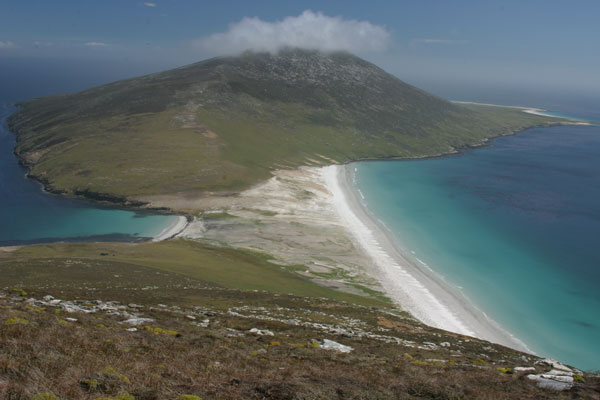
Las aguas de las islas Malvinas; un ejemplo del hábitat de esta especie.

## Distribución y hábitat
Odontesthes smitti habita en aguas marinas costeras, templadas a frías, del sector sudoriental del océano Pacífico en el sur de Chile desde Puerto Natales hasta el canal Beagle, y la región del océano Atlántico sudoccidental denominada mar Argentino que bordea el este de la Argentina, las riberas de la Patagonia argentina y las islas Malvinas, llegando por el norte hasta Mar del Plata.
Si bien vive en aguas marinas, penetra en tramos inferiores de ambientes lóticos en las islas Malvinas.

## Taxonomía
Esta especie fue descrita originalmente en el año 1929 por el naturalista francés especializado en Ictiología Fernando Lahille bajo el nombre científico de Basilichthys smitti. Esta especie integra el subgénero Austromenidia. Es una característica diagnóstica para esta especie  el tener la placa ventral del urohial plegada y reducida.
Localidad tipo
La localidad tipo es: «"Fin de Barrancas", golfo San Matías, Atlántico SE, Argentina». Los ejemplares tipos están perdidos.